# Georgia Griffith
Georgia Griffith, född 5 december 1996, är en australisk friidrottare. Hon deltog vid olympiska sommarspelen 2020.